# Catalán pallarés

Principales isoglosas relacionadas con el catalán pallarense

Dialecto pallarés dentro del catalán

El pallarés (en catalán pallarès [pəʎəˈɾɛs]) o catalán pallarense es un dialecto constitutivo del catalán usado en la zona del Pallars, en la provincia de Lérida, que por sus condiciones geográficas propias es uno de los dialectos más conservadores de la lengua catalana. 

## Características

### Fonética

#### Vocalismo
- Existen casos en que hay e abierta cuando en catalán general es e cerrada.

Común con: catalán noroccidental.
- - Palabras que tienen E corta en latín: era, adés, herba.
  - Posesivos: meu, teu, seu
  - Palabras que tienen E larga o I corta en latín: cera, neu (en Sort, Senet, Esterri, Cardós, Vallferrera).
  - Palabras que tienen A en latín: llet, y formas del verbo fer.
  - Sufijo -er < -ARIUS.

#### Consonantismo
- Hay casos en que los grupos latinos: -DY-, -GY- y -Y- han evolucionado a -i- (pronunciada [j]) (como en aragonés), y no a -j-, -tj- o -ig- como en el catalán general: mai (maig, mayo), pui (puig, monte), maió (major, mayor), goi (goig, gozo)...

Común con: catalán ribagorzano.
- Evolución del grupo N'R > nr, sin la -d- epentética: divenres (divendres, viernes)...
- En el conjunto de la lengua es el dialecto donde se concentran más casos de evolución de -NN- latina a -n- simple y no a -ny-: cabana (cabanya, cabaña), cana (canya, caña)...

### Morfología
- Los demostrativos presentan formas sonoras: aguet (aquest, este), aguestos (aquests, estos).
- Combina los pronombres débiles li + en > li'n, en lugar de n'hi.
- Convivencia en presente de indicativo de 1a conjugación de las formas: -am (4ª), -au (5ª) / -em, -eu.
- Los imperfectos de indicativo acaban en -eva, -iva: feva (feia, hacía), voliva (volia, quería), sentiva (sentia, oía).

Común con: catalán ribagorzano.
- El verbo ser forma el presente de indicativo con las formas: és (2ª), é (3ª).

Común con: catalán ribagorzano.
- No diferencia per y per a.
- Utiliza la partícula cap para negar: é cap veritat (no és veritat, no es verdad).

### Léxico
Existen isoglosas comunes con el catalán ribagorzano y el aragonés.
- Datos: Q3573876